# Kevin Kurányi
Kevin Dennis Kurányi Rodríguez (* 2. März 1982 in Rio de Janeiro, Brasilien) ist ein ehemaliger deutscher Fußballspieler. Der Stürmer schaffte beim VfB Stuttgart im Jahr 2001 den Sprung in den Profifußball und absolvierte – mit einer fünfjährigen Unterbrechung bei Dynamo Moskau – für die Stuttgarter, den FC Schalke 04 und die TSG 1899 Hoffenheim 275 Spiele in der Bundesliga, in denen er 111 Tore erzielte. Kurányi bestritt zudem 52 Länderspiele für die deutsche A-Nationalmannschaft und wurde mit der DFB-Auswahl im Jahr 2008 Vize-Europameister. 
Im März 2017 beendete er seine Karriere als Profifußballer und ist seitdem als Spielerberater und TV-Experte tätig.

## Herkunft und Familie
Kevin Kurányi wurde als Sohn eines Deutschen ungarischer Herkunft und einer Panamaerin im brasilianischen Rio de Janeiro geboren. Er wuchs mit seinen drei Brüdern in Petrópolis im Bundesstaat Rio de Janeiro auf und besitzt die brasilianische, die panamaische und die deutsche Staatsbürgerschaft. Kurányi lebte bis 1997 in Lateinamerika, bevor er nach Deutschland kam.
Kurányi ist seit dem 26. Mai 2007 mit seiner langjährigen Lebensgefährtin verheiratet und Vater eines Sohnes und einer Tochter. Er lebt mit seiner Familie in Stuttgart-Sonnenberg und sein Sohn Karlo spielt für den FC Villingen 08 in der Regionalliga, nachdem er in der Nachwuchsmannschaft des VfB Stuttgart, und zuvor für die Stuttgarter Kickers aufgelaufen war.
Sein ungarischer Nachname wird in den deutschen Medien nur selten wie im Ungarischen üblich als ['kura:ɲi] mit Betonung auf der ersten Silbe ausgesprochen.
Sein Bruder Romulo Kurányi ist Künstler.

## Karriere

### Vereine
Kevin Kurányi begann das Fußballspielen beim Serrano FC aus seiner Heimatstadt Petrópolis. Von 1993 bis 1994 spielte er zeitweilig im Heimatland seiner Mutter für Las Promesas Panama, bevor er für zwei Jahre wieder bei Serrano spielte und sich 1996 erneut Las Promesas anschloss. 1997 wechselte Kurányi im Alter von 15 Jahren auf Wunsch seines im Raum Ludwigsburg aufgewachsenen Vaters in die Jugendabteilung des VfB Stuttgart nach Deutschland, um seine Kenntnisse in der deutschen Sprache zu verbessern.

#### VfB Stuttgart
Mit dem VfB Stuttgart wurde Kurányi 2003 deutscher Vizemeister. In der Saison 2003/04 wurde sein Verein Vierter und erreichte das Achtelfinale der Champions League.

#### FC Schalke 04

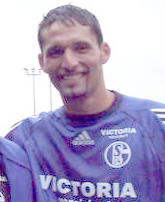
Kurányi beim FC Schalke

Zur Saison 2005/06 wechselte Kurányi zum Ligakonkurrenten FC Schalke 04, bei dem er einen bis zum 30. Juni 2010 gültigen Vertrag unterschrieb. Die Ablösesumme in Höhe von angeblich sieben Millionen Euro galt als die bis dahin höchste in der Geschichte des VfB Stuttgart.
Im August 2005 gewann er mit Schalke den Ligapokal und erzielte den 1:0-Siegtreffer gegen den VfB Stuttgart. Mit Schalke wurde er in der Liga erneut Vierter und erreichte das UEFA-Pokal-Halbfinale. Im Mai 2007 wurde Kurányi zum zweiten Mal in seiner Karriere deutscher Vizemeister. 2008 erreichte er mit Schalke das Viertelfinale der Champions League.
In der Saison 2007/08 erzielte er den ersten Viererpack seiner Bundesligakarriere: Beim 5:0-Sieg am 15. April 2008 gegen Energie Cottbus markierte Kurányi die letzten vier Treffer. Am 6. Dezember 2009 erzielte er mit seinem Treffer zum 1:0 gegen Hertha BSC sein 100. Bundesligator. Mit seinem zehnten Saisontor am 23. Januar 2010 im Spiel gegen den VfL Bochum hatte Kurányi in acht aufeinanderfolgenden Spielzeiten eine zweistellige Anzahl Saisontreffer erzielt. Dies haben in der Geschichte der Bundesliga bis heute nur drei Spieler übertroffen: Gerd Müller (13-mal in Folge), Manfred Burgsmüller (zehnmal) und Robert Lewandowski (elfmal).
Sein Vertrag mit dem FC Schalke 04 lief zum 30. Juni 2010 aus. Mit insgesamt 71 Bundesligatoren für Schalke liegt Kurányi hinter Klaus Fischer (182 Tore), Klaas-Jan Huntelaar (84 Tore) und Ebbe Sand (73 Tore) auf dem vierten Platz der erfolgreichsten Schalker Bundesligatorschützen (Stand: 31. Dezember 2022).

#### Dynamo Moskau
In der Sommerpause 2010 wechselte Kurányi zum russischen Erstligisten Dynamo Moskau. Sein erstes Pflichtspiel für Dynamo Moskau bestritt Kurányi am 31. Juli 2010 beim 1:1 im Heimspiel gegen Krylja Sowetow Samara. Sein erstes Tor erzielte er am 14. August 2010 in seinem zweiten Spiel beim 1:1 im Auswärtsspiel gegen Zenit St. Petersburg mit dem Treffer zum 1:0 in der 26. Minute. Eine Woche später traf er im Spiel gegen den Stadtrivalen Lokomotive Moskau (3:0) erstmals doppelt. Bis zum Ende der Saison 2010 traf der Stürmer regelmäßig. Die Dynamo-Fans wählten ihn zum Spieler der Saison. Laut russischen Medien verdiente Kurányi in Moskau 5,7 Millionen Euro pro Jahr und war bis zum Wechsel von Samuel Eto’o in die russische Liga der bestbezahlte Fußballspieler Russlands.
Am 17. November 2011 verlängerte Kurányi seinen Vertrag mit Dynamo Moskau vorzeitig bis Mitte 2015.
Größter Erfolg von Dynamo Moskau unter Kurányis Mitwirkung war der Einzug in das Finale des Russischen Fußballpokals 2011/12, das jedoch gegen Rubin Kasan verloren ging. In der Liga hingegen kam Dynamo in dieser Zeit nicht über Platz 4 der jeweiligen Abschlusstabelle hinaus. Dafür qualifizierte sich der Verein zweimal für die UEFA Europa League und erreichte dort 2014/15 das Achtelfinale. Kurányi selber war in dieser Zeit in zwei Saisons (2011/12 und 2014/15) jeweils bester Torschütze des Vereins.

#### TSG 1899 Hoffenheim
Nachdem er seinen Vertrag nicht verlängert hatte, kehrte Kurányi in der Sommerpause 2015 nach Deutschland zurück und hielt sich zunächst beim Viertligisten 1. FC Saarbrücken fit. Am 24. Juli 2015 schloss er sich der TSG 1899 Hoffenheim an. Er erhielt einen bis zum Ende der Saison 2015/16 gültigen Vertrag. Sein Pflichtspieldebüt gab er am 9. August 2015 bei der 0:2-Niederlage gegen den TSV 1860 München im Erstrundenspiel um den DFB-Pokal mit Einwechslung für Tarik Elyounoussi in der 62. Minute. Bis zum Ende der Saison erzielte er in 14 Bundesligaspielen kein Tor für Hoffenheim. Sein Vertrag lief bis zum Saisonende 2015/16 und es kam zu keiner Verlängerung des Kontraktes. Mitte Dezember 2016 sprach er davon, über sein Karriereende nachzudenken.
Anfang Februar 2017 absolvierte Kurányi beim belarussischen Verein FK Dinamo Brest ein Probetraining. Im März 2017 beendete er schließlich seine Karriere als Profifußballer.

### Nationalmannschaft

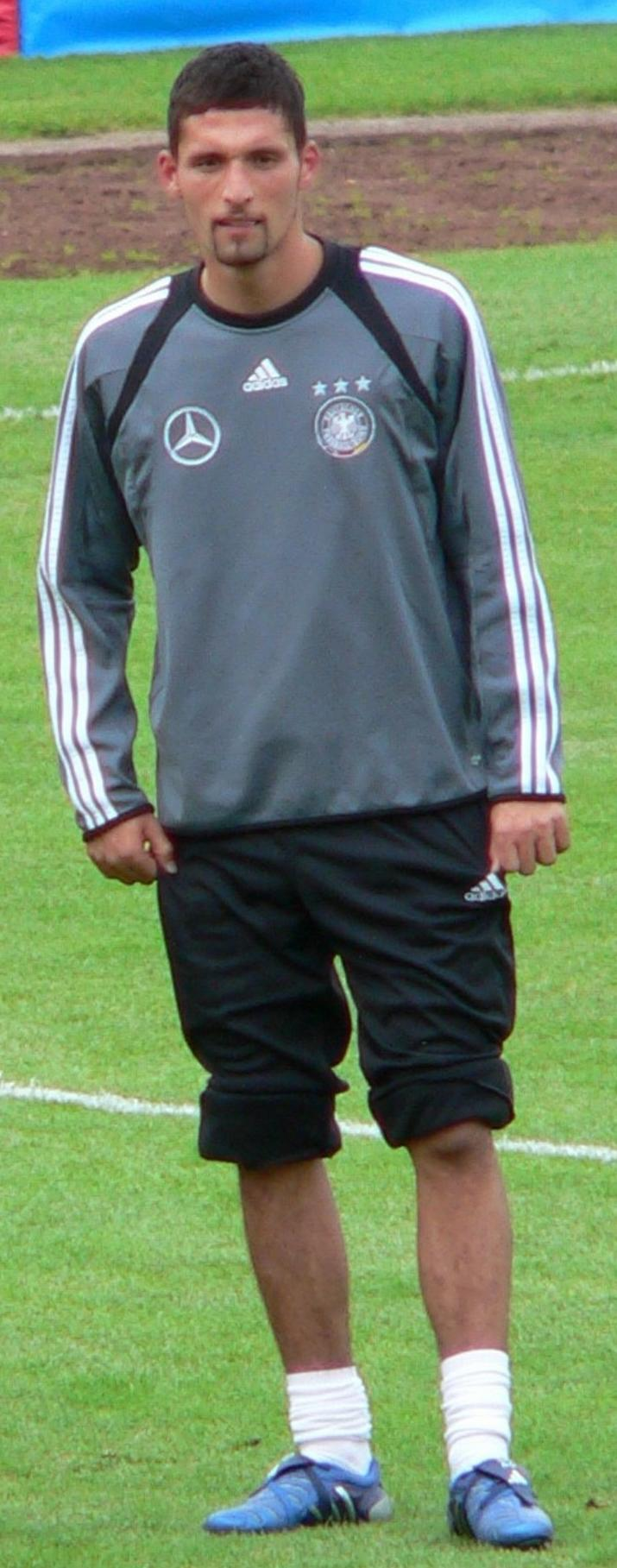
Kurányi im Juni 2005

Sein erstes Länderspiel in der deutschen Nationalmannschaft bestritt er am 29. März 2003 beim 1:1 im Frankenstadion in Nürnberg im EM-Qualifikationsspiel gegen Litauen. Zuvor hatte Kurányi der ungarischen Nationalmannschaft abgesagt und gab bekannt, dass er sich für die deutschen Auswahlmannschaften entschieden hat. Kurányi nahm mit der deutschen Nationalmannschaft an der Europameisterschaft 2004 in Portugal und im Jahr 2005 beim Konföderationen-Pokal in Deutschland teil. Vom damaligen Bundestrainer Jürgen Klinsmann wurde er jedoch nicht für die WM 2006 nominiert. Am 7. Februar 2007 gab er beim 3:1-Sieg im Testspiel in der Düsseldorfer Multifunktionsarena gegen die Schweiz sein Comeback in der Landesauswahl und traf zum 1:0. Beim 2:1-Sieg im EM-Qualifikationsspiel im Prager Stadion Letná gegen Tschechien am 24. März 2007 erzielte er beide Tore für das deutsche Team. Am 28. März 2007 lief Kurányi im Freundschaftsspiel gegen Dänemark in der MSV-Arena in Duisburg erstmals als Kapitän der deutschen Nationalmannschaft auf. Für die EM 2008 wurde er vom Bundestrainer Joachim Löw ins deutsche Aufgebot berufen. Im Finale gegen Spanien wurde der damals 26-Jährige eingewechselt. Die deutsche Mannschaft verlor das Spiel mit 0:1.
Beim Spiel in der WM-Qualifikation am 11. Oktober 2008 im Westfalenstadion in Dortmund gegen Russland, bei dem er lediglich auf der Tribüne saß, reiste er noch vor der zweiten Halbzeit eigenmächtig zurück nach Hause. Löw informierte Kurányis Verein und entschied, ihn nicht mehr zu Länderspielen zu berufen. Für die Nichtberücksichtigung bei der Fußball-Weltmeisterschaft 2010 sei laut Löw dieser Vorfall jedoch nicht mehr ausschlaggebend gewesen, vielmehr habe Kurányi aus taktischen Gründen nicht in die Nationalmannschaft gepasst. Somit blieb der 52. Länderspieleinsatz am 6. September 2008 sein letzter für die DFB-Elf, für die er 19 Treffer erzielt hatte.

### Sonstiges

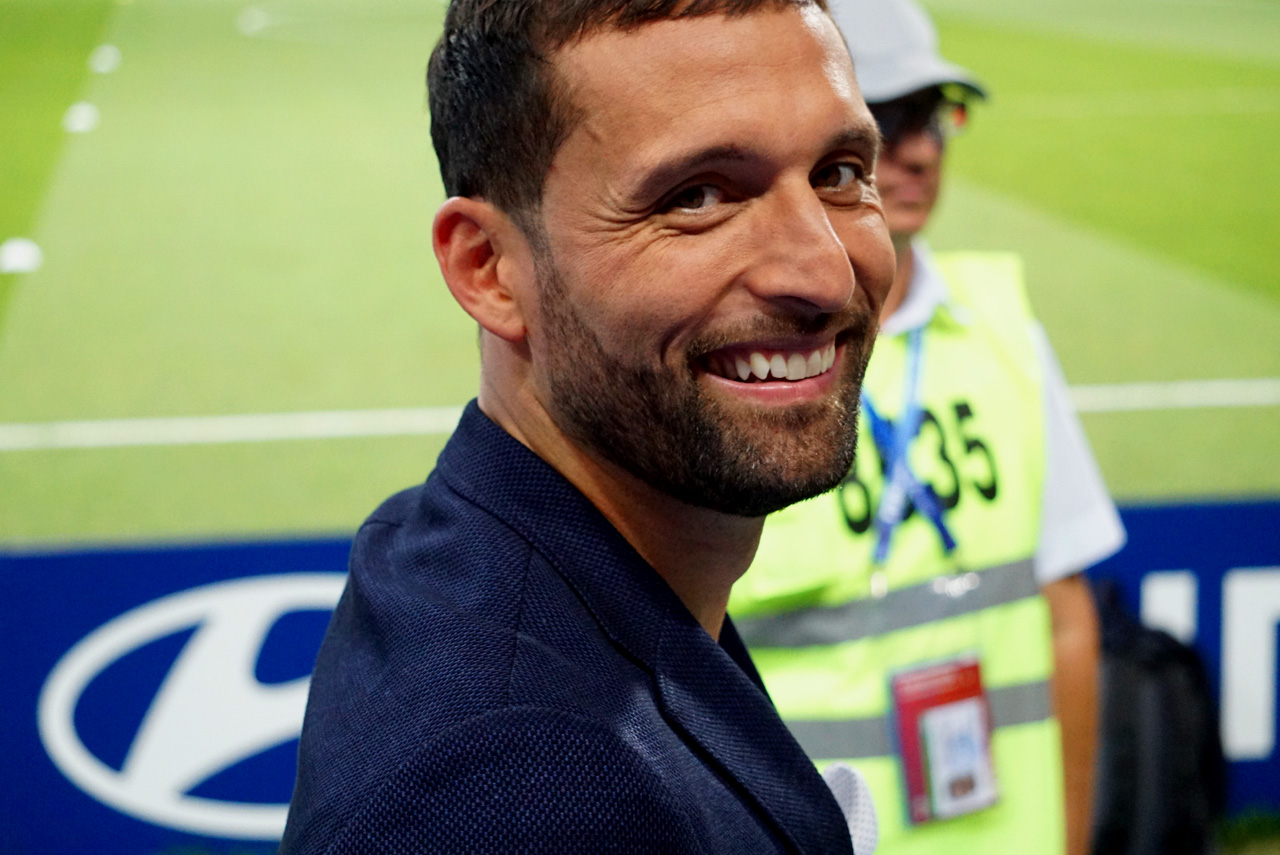
Kevin Kurányi als Experte beim Achtelfinalspiel Uruguay gegen Portugal der Weltmeisterschaft 2018

Seit dem Ende seiner Spielerkarriere ist er als Spielerberater und TV-Experte tätig. Für die ARD war er beim FIFA Confed Cup 2017 und bei der Fußball-Weltmeisterschaft 2018 in Russland als Experte zu sehen.
Im November 2017 gab er bekannt, dass er Gespräche mit dem Fußballverband von Panama führt und dort als Berater für die panamaische Fußballnationalmannschaft bei der Fußball-Weltmeisterschaft 2018 vorgesehen war. Kurányi lehnte aber im weiteren Verlauf ein Engagement ab, weil er bereits eine Verpflichtung als TV-Experte hatte.

## Titel
- DFL-Ligapokal-Sieger: 2005
- DFB-Junioren-Pokalsieger: 2001
- Deutscher B-Junioren-Meister: 1999

## Karrierestatistik
| Verein                 | Liga             | Saison          | Liga   | Liga | Nat. Pokal | Nat. Pokal | Europapokal | Europapokal | Andere | Andere | Gesamt | Gesamt |
| Verein                 | Liga             | Saison          | Spiele | Tore | Spiele     | Tore       | Spiele      | Tore        | Spiele | Tore   | Spiele | Tore   |
| ---------------------- | ---------------- | --------------- | ------ | ---- | ---------- | ---------- | ----------- | ----------- | ------ | ------ | ------ | ------ |
| VfB Stuttgart Amateure | Regionalliga Süd | 2000/01         | 8      | 1    | -          | -          | -           | -           | -      | -      | 8      | 1      |
| VfB Stuttgart Amateure | Regionalliga Süd | 2001/02         | 25     | 9    | -          | -          | -           | -           | -      | -      | 25     | 9      |
| Gesamt                 | Gesamt           | Gesamt          | 33     | 10   | -          | -          | -           | -           | -      | -      | 33     | 10     |
| VfB Stuttgart          | Bundesliga       | 2000/01         | 0      | 0    | 1          | 0          | -           | -           | -      | -      | 1      | 0      |
| VfB Stuttgart          | Bundesliga       | 2001/02         | 5      | 1    | 2          | 1          | -           | -           | -      | -      | 7      | 2      |
| VfB Stuttgart          | Bundesliga       | 2002/03         | 32     | 15   | 2          | 2          | 9           | 4           | -      | -      | 43     | 21     |
| VfB Stuttgart          | Bundesliga       | 2003/04         | 33     | 11   | 2          | 1          | 8           | 3           | 1      | 0      | 44     | 15     |
| VfB Stuttgart          | Bundesliga       | 2004/05         | 29     | 13   | 2          | 2          | 6           | 3           | 2      | 0      | 39     | 18     |
| Gesamt                 | Gesamt           | Gesamt          | 99     | 40   | 9          | 6          | 23          | 10          | 3      | 0      | 131    | 56     |
| FC Schalke 04          | Bundesliga       | 2005/06         | 30     | 10   | 2          | 0          | 12          | 3           | 2      | 1      | 46     | 14     |
| FC Schalke 04          | Bundesliga       | 2006/07         | 34     | 15   | 2          | 2          | 2           | 1           | -      | -      | 38     | 18     |
| FC Schalke 04          | Bundesliga       | 2007/08         | 32     | 15   | 2          | 2          | 8           | 3           | 2      | 0      | 44     | 20     |
| FC Schalke 04          | Bundesliga       | 2008/09         | 33     | 13   | 4          | 2          | 7           | 1           | -      | -      | 44     | 16     |
| FC Schalke 04          | Bundesliga       | 2009/10         | 33     | 18   | 4          | 2          | -           | -           | -      | -      | 37     | 20     |
| Gesamt                 | Gesamt           | Gesamt          | 162    | 71   | 14         | 8          | 29          | 8           | 4      | 1      | 209    | 88     |
| Dynamo Moskau          | Premjer-Liga     | 2010            | 16     | 9    | -          | -          | -           | -           | -      | -      | 16     | 9      |
| Dynamo Moskau          | Premjer-Liga     | 2011/12         | 41     | 13   | 6          | 0          | -           | -           | -      | -      | 47     | 13     |
| Dynamo Moskau          | Premjer-Liga     | 2012/13         | 27     | 10   | 3          | 1          | 4           | 0           | -      | -      | 34     | 11     |
| Dynamo Moskau          | Premjer-Liga     | 2013/14         | 15     | 8    | -          | -          | -           | -           | -      | -      | 15     | 8      |
| Dynamo Moskau          | Premjer-Liga     | 2014/15         | 24     | 10   | 1          | 0          | 14          | 5           | -      | -      | 39     | 15     |
| Gesamt                 | Gesamt           | Gesamt          | 123    | 50   | 10         | 1          | 18          | 5           | -      | -      | 151    | 56     |
| TSG 1899 Hoffenheim    | Bundesliga       | 2015/16         | 14     | 0    | 1          | 0          | -           | -           | -      | -      | 15     | 0      |
| Gesamt                 | Gesamt           | Gesamt          | 14     | 0    | 1          | 0          | -           | -           | -      | -      | 15     | 0      |
| Karriere Gesamt        | Karriere Gesamt  | Karriere Gesamt | 431    | 171  | 34         | 15         | 70          | 23          | 7      | 1      | 542    | 210    |

Quellen: national-football-teams.com, footballdatabase.eu

## Soziales Engagement
Seit 2013 engagiert sich Kurányi bei Show Racism the Red Card – Deutschland e. V. und beteiligte sich an der Kampagne „Unsere Elf gegen Rassismus“.